# Франческо Ріццо
Франческо Ріццо (італ. Francesco Rizzo, 30 травня 1943, Ровіто — 17 липня 2022) — колишній італійський футболіст, півзахисник.
Насамперед відомий виступами за клуб «Дженоа», а також національну збірну Італії.
Чемпіон Італії.

## Клубна кар'єра
Вихованець футбольної школи клубу «Козенца». Дорослу футбольну кар'єру розпочав 1960 року в основній команді того ж клубу, в якій провів один сезон, взявши участь у 23 матчах чемпіонату.
Згодом з 1961 по 1974 рік грав у складі команд клубів «Алессандрія», «Кальярі», «Фіорентіна», «Болонья», «Катандзаро» та «Чезена». Протягом цих років виборов титул чемпіона Італії (з «Фіорентіною»).
1974 року перейшов до клубу «Дженоа», за який відіграв 5 сезонів. Більшість часу, проведеного у складі «Дженоа», був основним гравцем команди. Завершив професійну кар'єру футболіста виступами за команду «Дженоа» у 1979 році.

## Виступи за збірну
1966 року дебютував в офіційних матчах у складі національної збірної Італії. Протягом кар'єри у національній команді, яка тривала усього 1 рік, провів у формі головної команди країни 2 матчі, забивши 2 голи.
У складі збірної був учасником чемпіонату світу 1966 року в Англії.

## Титули і досягнення

### Командні
- Чемпіон Італії (1):

«Фіорентіна»: 1968–69

### Особисті
- Найкращий бомбардир Кубка Італії (1):

1964–65 (3)